# Marija Strielenko
Marija Borisowna Strielenko (rus. Мария Борисовна Стреленко; ur. 16 czerwca 1976 w Leningradzie, zm. 13 stycznia 2011 Petersburgu) – rosyjska biathlonistka, zwyciężczyni zawodów Pucharu Świata w sztafecie.
Zmarła na raka 13 stycznia 2011 w wieku 34 lat.

## Osiągnięcia

### Mistrzostwa Świata

#### Indywidualnie
| 2000 Holmenkollen (Norwegia) | – | 20. miejsce (bieg indywidualny) |
| 2001 Pokljuka (Słowenia)     | – | 15. miejsce (bieg indywidualny) |

### Puchar Świata

#### Miejsca na podium chronologicznie
| Lp. | Dzień     | Rok  | Miejscowość | Konkurencja      | Lokata | Pudła | Czas biegu  | Strata | Zwycięzca          |
| --- | --------- | ---- | ----------- | ---------------- | ------ | ----- | ----------- | ------ | ------------------ |
| 1.  | 9 grudnia | 1999 | Pokljuka    | Sprint na 7,5 km | 2.     | 0+0   | 24:40.4 min | +0.9 s | Magdalena Forsberg |